# Arthur Fils
Arthur Fils (n. 12 iunie 2004, Bondoufle⁠(d), Île-de-France, Franța) este un jucător francez de tenis. Cea mai bună clasare a sa la simplu este locul 19 mondial, în ianuarie 2025, iar la dublu locul 186 mondial, în ianuarie 2025. Fils a câștigat primul său titlu de simplu ATP la Lyon în 2023. În total a câștigat trei titluri ATP.